# Natarid Thammarossopon
Natarid Thammarossopon (thailändisch ณธฤษภ์ ธรรมรสโสภณ; * 14. März 1988 in Bangkok) ist ein thailändischer Fußballspieler.

## Karriere

### Verein
Natarid Thammarossopon erlernte das Fußballspielen in der Jugendmannschaft vom Erstligisten BEC Tero Sasana FC in der Hauptstadt Bangkok. Hier unterschrieb er 2009 seinen ersten Vertrag. 2011 wurde er an den Ligakonkurrenten Police United, der ebenfalls in Bangkok beheimatet war, ausgeliehen. Nach Vertragsende unterschrieb er 2012 einen Vertrag bei Muangthong United. Der Club aus Pak Kret, einem nördlichen Vorort von Bangkok, spielte in der ersten Liga, der Thai Premier League. Mit dem Club wurde er 2012 thailändischer Fußballmeister. Mitte 2013 ging er nach Chainat. Hier schloss er sich dem ebenfalls in der ersten Liga spielenden Chainat Hornbill FC an. Die Saison 2015 wurde er an den Erstligaaufsteiger Nakhon Ratchasima FC nach Korat ausgeliehen. Mitte 2016 verließ er Chainat und ging wieder nach Bangkok. Hier nahm ihn der Drittligist Dome FC unter Vertrag. Die Rückserie 2016 spielte er in der dritten Liga. Nach der Ligareform 2017 wurde Dome der Thai League 4, Region Bangkok, zugeteilt. Bis Ende 2017 stand er für den Club auf dem Spielfeld. Wo er von Anfang 2018 bis Mitte 2019 gespielt hat, ist unbekannt. Kasetsart FC, ein Zweitligist aus Bangkok, nahm ihn ab Mitte 2019 unter Vertrag. Hier stand er bis Ende 2019 unter Vertrag.
Seit dem 1. Januar 2020 ist Natarid Thammarossopon vertrags- und vereinslos.

### Nationalmannschaft
Natarid Thammarossopon spielte 2014 13 Mal für die U-16-Nationalmannschaft. 2011 trug er neunmal das Trikot der thailändischen U-23-Nationalmannschaft.

## Erfolge
Muangthong United
- Thai Premier League: 2012